# کاواهارا
کاواهارا (انگلیسی: Kuwahara) شرکت دوچرخه‌سازی ژاپنی است، که در سال ۱۹۱۸ تأسیس شد.